# Guerra de Jebel Akhdar
La guerra de Jebel Akhdar es un conflicto que tuvo lugar entre 1954 y 1959 en el que se enfrentaron las fuerzas del Sultanato de Omán con las del Imanato de Omán.

## Antecedentes
Jabel Akhdar significa, en árabe, montaña verde. Sin embargo ni es una única montaña, ni es verde. Es una región montañosa de unos 1800 km² que se eleva hasta los 3000 metros. La región está atravesada por 700 uadis y sus habitantes, que residen en 58 aldeas separadas, tenían una tradición centenaria de resistencia generalmente exitosa frente a los invasores exteriores.
En la segunda mitad del siglo XIX, el territorio omaní estaba controlado por las fuerzas del sultán, de la dinastía Al Bu Said, en su parte costera, mientras que el interior estaba sujeto al imanato ibadita. El apoyo británico al sultán le permitía resistir la presión de sus enemigos, los cuales realizaban ataques como los que sufrieron Mascate en 1895 o Matrah en 1915. El Reino Unido logró un acuerdo, firmado en 1920 entre los líderes tribales y el sultán Taimur bin Feisal. Mediante este tratado el sultán reconocía la autonomía de las tribus del interior, pero sin otorgarles soberanía.
La paz impuesta por el tratado y garantizada por el protectorado británico se mantuvo hasta 1954.

## Causas inmediatas
El 20 de diciembre de 1951 el Reino Unido reconoció la independencia de Omán mediante un tratado de amistad, comercio y navegación que sustituía al anterior protectorado británico.
En mayo de 1952 falleció el imán Muhammad al-Khalili. Fue sucedido por Ghalib bin Alí. Este se hallaba influido por su hermano Talib y por el importante líder tribal Suleimán ibn Himyar, Señor de la Montaña Verde y jefe de la tribu Bani Riyam. Los tres buscaron el apoyo de Arabia Saudí contra el sultanato. Talib estableció contactos también con Egipto, donde el imanato estableció una oficina en El Cairo para negociar su ingreso en la Liga Árabe. Otra medida que tomó Talib fue dar por anuladas todas las concesiones petrolíferas pactadas por el sultán. Una de las zonas de exploración era Huqf, una franja de terreno bajo control de cuatro tribus, todas ellas partidarias del imán. La zona era de interés para la Iraq Petroleum Company. Según el gobierno del sultán, el acceso seguro a la zona requería de una fuerza militar de 400 miembros. Esta fuerza, inicialmente conocida como Huqf Force, iba a ser reclutada y pagada por la compañía, de forma que no suponía un gasto para el sultán. El proceso de reclutamiento fue poco satisfactorio tanto por el número como por la calidad de las tropas.
En el mismo año, 1952, fuerzas saudíes habían ocupado parte del oasis de Buraimi, que estaba repartido entre Omán y Abu Dabi, con la esperanza de encontrar allí petróleo. El sultán reclutó una fuerza de 8000 hombres de las tribus que le eran fieles, pero no las usó por las objeciones británicas. El Reino Unido aspiraba a una solución negociada al conflicto. La fuerza aérea británica realizó una exhibición de fuerza sobre la zona, lanzado octavillas desde tres Vampire de la RAF con base en Sharjah y aproximando a la zona a 100 miembros de los Trucial Oman Scouts (tropas basadas en los Estados de la Tregua, actuales Emiratos Árabes Unidos). Ninguna de estas medidas llevó a los saudíes a abandonar el lugar, por lo que se trajeron 400 tropas adicionales desde el Protectorado de Adén y se inició un bloqueo aéreo. Durante 1953 siguió un periodo de tensión aunque sin combates directos —hubo algunos altercados entre las tropas y las tribus locales— hasta que en el verano de 1954 se llegó a un acuerdo. Se acordó que las partes abandonarían el territorio en disputa, salvo por unas pequeñas fuerzas policiales, y que la solución definitiva quedaría en manos de un tribunal de arbitraje. El tribunal se constituyó el 11 de septiembre de 1955 y estaba formado por un representante saudí, otro británico (Reader Bullard) y dos neutrales (de Cuba y Pakistán), y presidido por el belga Charles de Visscher.

## Desarrollo del conflicto

### 1955-1956
En 1955 el tribunal de arbitraje internacional sobre Buraimi se disolvió y los británicos expulsaron a la guarnición saudí. Estos acontecimientos tuvieron lugar en el mes de octubre, cuando el Reino Unido, sospechando que los saudíes estaban reforzando su fuerza policial en Buraimi, realizaron una acción aerotransportada y recuperaron el oasis para Omán, con un coste de nueve bajas.
Cuando el 7 de noviembre las tropas británicas ocuparon el oasis de Buraimi, encontraron en poder de los oficiales saudíes grandes cantidades de dinero, presuntamente destinado a captar a las tribus locales. Este dinero se devolvió a Arabia Saudí.
Aunque el asunto de Buraimi se había resuelto de forma aparentemente positiva para los intereses del Sultanato de Omán y de Gran Bretaña, se habían puesto de manifiesto ciertos puntos débiles. El sultán carecía de una fuerza propia. Los británicos intentaban evitar el enfrentamiento bélico a toda costa. Además, las fuerzas saudíes no se habían visto reducidas, ni tampoco sus ambiciones.
Respecto de los aliados del imán, la situación diplomática entre Egipto y Arabia Saudí era problemática. El agregado militar egipcio en Riad fue expulsado por contactar con elementos contrarios al régimen saudí, que le acusó de conspirar contra la vida de Ibn Saud. Por otro lado el conjunto de la política exterior saudí presentaba una ambigüedad considerable, ya que era prooccidental, pero al mismo tiempo antibritánica y panarabista, pero además contraria a los movimientos populares de renovación que había en diversos países árabes (Siria, Egipto) en los años 50.
En diciembre de 1955, un regimiento omaní bajo mando británico atacó el interior de Omán, poniéndolo bajo control del sultanato, mientras que los restos de las fuerzas del imanato se hacían fuertes en Jebel Ahkdar. Las fuerzas del sultán eran la Muscat and Oman Field Force (MOFF), continuadora de la Huqf Force, y estaba comandada por militares británicos y sudaneses contratados al efecto. Las fuerzas de la MOFF ocuparon Ibri sin que se les opusiera resistencia. Continuaron rápidamente tomando Bahla, Rustaq y finalmente la sede del imán, Nizwa. El sultán se desplazó hasta Nizwa para aceptar el homenaje de las tribus. Se suprimió el cargo de imán, pero a Ghalib bin Alí se le permitió regresar a su aldea. Sin embargo Talib escapó a Arabia Saudí. Una pequeña guarnición se estableció en Nizwa.
La crisis de Suez (1956) no tuvo efectos directos sobre Omán, pero mostraba la debilidad británica. Arabia Saudí por su parte rompió relaciones diplomáticas con el Reino Unido el 2 de noviembre de 1956.

### 1957
Durante su exilio en Arabia Saudí, Talid constituyó y armó una fuerza que denominaría Ejército de Liberación de Omán.
El 14 de junio de 1957, Talib bin Alí, con financiación saudí y 200 seguidores fuertemente armados, desembarcó en la costa cerca de Mascate y se internaron en el país, reuniéndose con Ghalib. Se dirigieron hacia Wadi Alí, en Jebel Akhdar, donde se reunieron con Suleimán ibn Himyar. La MOFF -renombrada Regimiento de Omán en marzo de 1957- intentó arrestar a Talib, pero fue atacada por los insurgentes, sufriendo fuertes pérdidas humanas y de vehículos, y viéndose forzada a retirarse. El 17 de julio caía Nizwa en manos del Ejército de Liberación de Omán.
La acción de Talib debía formar parte de un esfuerzo conjunto con otra insurrección en la zona de Sharqiyah. Sin embargo los rebeldes de esta zona habían sido detenidos. Pese a este contratiempo, la superioridad del Ejército de Liberación de Omán hacía que el Regimiento de Omán no pudiera contenerlo, por lo que el sultán solicitó ayuda al gobierno británico.
Los británicos reaccionaron con rapidez e intentando utilizar las mínimas fuerzas para no crear problemas diplomáticos. La intervención causaba problemas a la diplomacia británica porque Estados Unidos intentaba a su vez mantener buenas relaciones con Arabia Saudí. Se enviaron fuerzas de los Estados de la Tregua: su fuerzas en Buraimi fueron reemplazadas por británicas. Tres compañías del Reino Unido procedentes de Baréin, Kenia y Adén se desplegaron en Omán, así como bombarderos Shackleton y cazas Venom.
Una vez reunida, la fuerza británica inició la recuperación del interior mientras que la RAF ejecutaba la operación Black Magic, destinada a impedir toda actividad en la zona al sur de Jebel Akhdar, principalmente alrededor de Nizwa. Así las tareas agrícolas y el comercio de la zona quedaron interrumpidas a partir del 19 de julio. A partir del 24 se lanzaron ataques aéreos contra las torres fortificadas de Izki, Nizwa, Tanuf, Birkat al Mawz, Bahla y Firq. La torre de Nizwa fue la que más resistió los efectos de los cohetes. 48 horas antes de cada ataque se lanzaban panfletos avisando de los mismos y también con la finalidad de identificar los territorios leales al sultán (que ondeaban la bandera roja). Los territorios rebeldes usaban una bandera blanca, lo que resultaba confuso en caso de rendición.
El 6 de agosto se iniciaron las operaciones terrestres. Las tropas del sultán avanzaron desde Bidbid hacia el sur hasta Izki. Una columna de fuerzas británicas y de los Trucial Oman Scouts avanzó desde Fahud -a donde había sido transportados por un puente aéreo- hacia Firq. Pese a oponer una fuerte resistencia, Firq cayó el 11 de agosto y Nizwa lo hizo al día siguiente. Los restos de tropas rebeldes, menos de 600 efectivos, se internaron en Jebel Akhdar.
Las tropas británicas iniciaron su repliegue el 16 de agosto y el 19 ya estaba en curso la última fase de la evacuación. Permaneció en el país una unidad británica compuesta por cinco blindados y sus tripulaciones.
El sultanato estableció una administración civil con base el Nizwa. Demolió diversas torres y otras fortificaciones de la zona. Se procedió a reorganizar las fuerzas armadas del sultanato, comenzando por desbandar el Regimiento de Omán, cuyos miembros se integraron en otras fuerzas armadas omaníes, mientras que su comandante, Bill Cheeseman, fue despedido.
El 12 de agosto, el Comité Político de la Liga Árabe intentó llevar el asunto al Consejo de Seguridad de las Naciones Unidas, considerando que la intervención británica era una flagrante agresión contra la integridad territorial, independencia y soberanía de Omán, si bien la propuesta no tuvo los apoyos necesarios para incluirse en la agenda a tratar.

### 1957-1959: el sitio de Jebel Akhdar
Durante la segunda mitad de 1957, las fuerzas del sultán intentaron acabar con la resistencia en Jebel Akhdar. El 25 de septiembre iniciaron un primer ataque, que fue detenido a 13 kilómetros de Saiq. Tras este intentó se probó con un bloqueo aéreo, que contaba con la experiencia de Buraimi. Pero en este caso el territorio montañoso dificultaba la efectividad del método. El 15 de noviembre se llevó a cabo un nuevo ataque terrestre, esta vez contra Bani Al Habib, que tampoco alcanzó sus objetivos.
En marzo de 1958 se registró nueva actividad insurgente en la región de Nizwa cuando tropas del sultán fueron atacadas con ametralladoras pesadas. Este hecho llevó a plantear que los jefes rebeldes podían haber recibido apoyo exterior, posiblemente de Yemen. Durante la primera mitad de 1958 se mantuvo una campaña aérea contra los suministros rebeldes, que incluía atacar cosechas, ganado y suministros de agua. Sin embargo las fuerzas de Talib no daban señales de querer rendirse e incrementaban sus efectivos. También consiguieron más armas y financiación.
Ante la prolongación de la situación, se empezó a plantear un asalto directo al macizo, con una fuerza de cuatro batallones, uno de ellos aerotransportado, aunque la reticencia del gobierno británico llevó a abandonar el plan. El 12 de septiembre de 1958 se produjo un ataque aéreo británico en el que se lanzaron 148 bombas de mil libras, así como 40 cohetes de tres pulgadas y grandes cantidades de munición de 20 mm. Los informes de inteligencia indicaron bajas rebeldes, así como que los lugareños pedían al imán que se rindiera.
Durante el mes de noviembre de 1958, Talib hizo ver su intención de negociar la rendición, lo que llevó a un periodo de tregua. Este tiempo fue aprovechado por las partes para mejorar su situación. Por parte británica, se trajeron a Omán tropas del SAS procedentes de Malaya que realizaron tareas de reconocimiento y de preparación del asalto definitivo.
Los reconocimientos iniciales realizados por el SAS determinaron que eran necesarios más efectivos. Se utilizó a la fuerza aérea para permitir la actividad del SAS, mientras que este localizaba los accesos y las defensas rebeles. El 26 y 27 de enero de 1959 se ejecutó el ataque final, comenzando con una aproximación de nueve horas y media. Este marcha obligó a la tropa a dejar sus suministros y por ello hubieron de ser reaprovisionados por aire. Una consecuencia imprevista fue que los rebeldes confundieron los paracaídas de las cajas de suministro con combatientes paracaidistas, por lo que en vez de contraatacar -como se temía- huyeron, cesando los combates.
El 1 de febrero de 1959 se comunicó que las fuerzas del sultán habían atacado Jabal Akhdar, derrotando al Ejército de Liberación de Omán. Ghalib huyó a Egipto en mayo. El 2 de agosto declaró en El Cairo que se consideraba presidente de la república independiente de Mascate y Omán. La República Árabe Unida manifestó su apoyo a Ghalib.

## Consecuencias
Omán firmó a fines de 1958 un tratado de amistad con los Estados Unidos, si bien en este se indicaba que su alcance era económico y consular, que no político. Este acuerdo simplificaba la compleja situación diplomática de Omán frente a las relaciones entre Arabia Saudí y EE. UU.
Mediante el Intercambio de Cartas de 1958, el sultán daba a los británicos el control de facto de las Fuerzas Armadas del Sultán, según la reorganización de 23 de abril del mismo año. El Coronel Pat Waterfield asumía el Ministerio de Defensa omaní, mientras que los británicos elegían al Coronel David Smiley como comandante de las Fuerzas Armadas del Sultán. Smiley dijo en sus memorias: Yo era un oficial no sólo del Sultán, sino de la Reina, y mi primera obligación estaba con la Reina, dejando clara su perspectiva respecto de su cargo. Los británicos también estaban a cargo de la fuerza aérea (dos aviones de enlace y evacuación, con pilotos de la RAF), de la marina (un total de cinco pequeñas embarcaciones) y del servicio de inteligencia militar (su jefe, Malcolm Dennison, permanecería en el cargo hasta 1983).
Los geólogos de la Iraq Petroleum Company llegaron a la conclusión en 1960 de que no había petróleo en la zona. Este dato contribuyó a relajar las tensiones.
El imán se trasladó al exilio, fijando su residencia en Dammam. Desde su residencia saudí continuó reclamando el gobierno de la zona al oeste de Jebel Akhdar.
Los buenos resultados del asalto de 1959 hicieron que el SAS no fuera suprimido.
Los ataques aéreos resultaron más efectivos de lo previsto, por lo que los grupos tribales de la zona estaban en una situación muy precaria al final del conflicto. Se hizo necesario suministrar alimentos.
La actividad rebelde acabó, aunque se produjo alguna actividad esporádica de sabotaje y colocación de minas. El control del sultán sobre el territorio no volvió a verse en peligro.